# Lothar Gruchmann
Lothar Gruchmann (né le 25 janvier 1929 à Plauen et mort le 13 juin 2015 à Munich) est un historien et politologue allemand.

## Biographie
Il quitte Plauen après l'obtention de son Abitur en 1947. Il étudie ensuite à Berlin-Ouest, notamment à l'Université allemande de politique.
Il travaille de 1960 à 1992 en tant qu'associé à l'Institut d'histoire contemporaine de Munich. De 1962 à 1968, il occupe des postes d'enseignement à l'université Louis-et-Maximilien de Munich.
Il a publié de nombreux livres comme spécialiste de l'histoire judiciaire du Troisième Reich, notamment sur le cas de Georg Elser,.
En 2002, il a reçu un doctorat honoris causa à la Faculté de droit de l'université Louis-et-Maximilien de Munich, ainsi que la croix de chevalier l'ordre du Mérite de la République fédérale d'Allemagne de la part du président fédéral de l'époque Johannes Rau.
Il meurt à Munich à l'âge de 86 ans, le 13 juin 2015.